# Lemme de Cousin
En mathématiques, le lemme de Cousin (du nom du mathématicien français Pierre Cousin) est une propriété de la droite réelle équivalente à l'existence de la borne supérieure pour les parties non vides et majorées de ℝ. Il joue un rôle important dans l'intégrale de Kurzweil-Henstock, mais permet également de démontrer directement des théorèmes d'analyse.

## Historique
En 1894, Pierre Cousin, alors élève de Henri Poincaré[réf. souhaitée], démontra une variante du théorème de Borel-Lebesgue, connue parfois à présent sous le nom de théorème de Cousin, mais ce travail fut pour l'essentiel ignoré, et fut redécouvert indépendamment par Borel et Lebesgue quelques années plus tard. Le lemme de Cousin en est une simple conséquence dans le cas d'un intervalle réel ; ce nom lui fut donné par Kurzweil et Henstock en raison de l'importance de cette forme du théorème de Borel dans la définition de leur intégrale.

## Énoncé
Le lemme de Cousin s'énonce comme suit :

Soit un segment réel [a, b] et soit une fonction δ définie sur [a, b] à valeurs strictement positives (appelée jauge). Alors il existe une subdivision a = x0 < x1 < … < xn = b et des nombres t1, t2, … , tn tels que, pour tout i ∈ {1, 2, …, n}, ti ∈ [xi–1, xi] et xi – xi–1 ≤ δ(ti).
On dit que ti marque le segment [xi–1, xi], et que la subdivision (xi) marquée par les points ti est δ-fine,. On utilisera souvent le fait qu'alors, [xi–1, xi] est inclus dans [ti – δ(ti), ti + δ(ti)].

## L'intégrale de Kurzweil-Henstock
L'intégrale de Riemann est une définition de l'intégrale généralement accessible aux étudiants de premier cycle universitaire, mais elle présente plusieurs inconvénients. Un certain nombre de fonctions relativement simples ne possèdent pas d'intégrale au sens de Riemann, par exemple la fonction de Dirichlet. Par ailleurs, cette théorie de l'intégration rend malaisées les démonstrations et l'utilisation des théorèmes puissants d'intégration, tels que le théorème de convergence dominée, le théorème de convergence monotone ou le théorème d'interversion série-intégrale. Ces lacunes sont comblées par l'intégrale de Lebesgue mais celle-ci est plus complexe et difficilement accessible dans les premières années du supérieur. 
Kurzweil et Henstock ont proposé une théorie de l'intégration, guère plus difficile que la théorie de Riemann, mais aussi puissante que la théorie de Lebesgue, en posant :

Une fonction f bornée ou non sur un segment [a, b] est intégrable au sens de Kurzweil-Henstock, d'intégrale I, si, pour tout ε > 0, il existe une fonction jauge δ telle que, pour toute subdivision marquée ((xi), (ti)) δ-fine :
{\displaystyle \left|\sum _{i=1}^{n}(x_{i}-x_{i-1})f(t_{i})-I\right|\leq \varepsilon .}
Si l'on prend des jauges constantes, on retrouve l'intégrale de Riemann.
Dans cette théorie, le lemme de Cousin joue un rôle essentiel.

## Quelques applications en analyse
Nous donnons ci-dessous quelques exemples de propriétés susceptibles d'être directement démontrées au moyen du lemme de Cousin. Dans chacun des cas, il suffit de choisir une jauge adéquate.

### Existence de la borne supérieure
La propriété de la borne supérieure, qui a permis de démontrer le lemme de Cousin pour ℝ, lui est en fait équivalente (pour tout corps totalement ordonné K).
En effet, si A est une partie de K sans borne supérieure, contenant un élément a et majorée par un élément b, montrons que le lemme de Cousin n'est pas satisfait pour la jauge suivante sur [a, b] :
- si t ne majore pas A, il existe c dans A tel que t < c. On prend alors δ(t) dans ]0, c – t[.
- si t est un majorant de A, il existe un majorant c de A tel que c < t (puisque par hypothèse, t n'est pas une borne supérieure de A). On pose alors δ(t) = t – c.

Si [a, b] possédait une subdivision marquée ((xi), (ti)) δ-fine, on aurait :
- si ti ne majore pas A alors xi non plus (car xi – ti ≤ xi – xi–1 ≤ δ(ti) < c – ti pour un certain c dans A), donc si xi majore A alors ti aussi ;
- si ti majore A alors xi–1 aussi (car ti – xi–1 ≤ xi – xi–1 ≤ δ(ti) = ti – c pour un certain majorant c de A).

Par conséquent, de proche en proche (à partir de b) tous les xi et les ti majoreraient A, ce qui contredirait l'hypothèse initiale (a = x0 serait le plus grand élément de A).

### Lethéorème des bornes
Soit f continue sur un segment [a, b]. Supposons que f n'admet pas de maximum et montrons qu'alors, le lemme de Cousin n'est pas satisfait pour la jauge suivante sur [a, b] :
pour tout t dans [a, b], puisque f(t) n'est pas maximum, il existe y tel que f(t) < f(y) ; l'application f étant continue, il existe δ(t) > 0 tel que f([t – δ(t), t + δ(t)]) < f(y).
Si [a, b] possédait une subdivision marquée ((xi), (ti)) δ-fine, on aurait : pour chaque i, il existe yi tel que f(ti) < f(yi). Soit k tel que f(yk) soit le plus grand des f(yi). L'élément yk est dans l'un des intervalles [xi–1, xi] de la subdivision, mais il doit alors vérifier, comme les autres éléments de cet intervalle : f(yk) < f(yi), ce qui est contradictoire avec la maximalité de f(yk).

### Lethéorème des valeurs intermédiaires
Soit f continue sur [a, b] et ne s'annulant pas. Montrons que f est de signe constant, en appliquant le lemme de Cousin à la jauge suivante sur [a, b] :
- si f(t) < 0, on prend δ(t) > 0 tel que f([t – δ(t), t + δ(t)]) < 0 ;
- si f(t) > 0, on prend δ(t) > 0 tel que f([t – δ(t), t + δ(t)]) > 0.

Soit ((xi), (ti)) une subdivision marquée δ-fine, alors f est de signe constant sur chaque intervalle [xi–1, xi] donc sur tout l'intervalle [a, b].

### Lethéorème de Heinedans le cas réel
Soit f continue sur [a, b], et soit ε > 0. Pour tout t, il existe δ(t) > 0 tel que f([t – δ(t), t + δ(t)]) est inclus dans ]f(t) – ε/2, f(t) + ε/2[.
Soient ((xi), (ti)) une subdivision marquée δ/2-fine, puis η le plus petit des δ(ti)/2. Si x et y sont tels que |x – y| ≤ η, et si x est dans l'intervalle [xi–1, xi], alors |x – ti| ≤ δ(ti)/2 et |y – ti| ≤ δ(ti)/2 + η ≤ δ(ti), de sorte que f(x) et f(y) sont tous deux dans f([ti – δ(ti), ti + δ(ti)]) donc dans ]f(ti) – ε/2, f(ti) + ε/2[. Il en résulte que |f(x) – f(y)| < ε. On a ainsi montré que f est uniformément continue.

### Approximation d'une fonction continue par des fonctions en escalier
Soit f continue sur [a, b], et soit ε > 0. L'application f étant continue, pour tout t de [a, b], il existe δ(t) > 0 tel que f(]t – δ(t), t + δ(t)[) est inclus dans ]f(t) – ε, f(t) + ε[. Soient ((xi), (ti)) une subdivision marquée δ-fine, puis φ la fonction en escalier définie comme suit :
- φ(xi) = f(xi) ;
- pour tout élément x de ]xi–1, xi[, φ(x) = f(ti).

Alors, φ approche f uniformément à ε près.

### Lethéorème de relèvement
Soit f continue sur [a, b] et à valeurs dans le cercle unité 𝕌 du plan complexe. Pour tout t, il existe δ(t) > 0 tel que f([t – δ(t), t + δ(t)]) soit inclus dans 𝕌 privé d'un point. L'application f possède alors un relèvement local sur [t – δ(t), t + δ(t)]. Par exemple, si f([t – δ(t), t + δ(t)]) est inclus dans 𝕌\{–1}, on prendra comme relèvement (à un multiple de 2π près) la fonction θ égale à arccos(Re(f)) si Im(f) ≥ 0 et à –arccos(Re(f)) si Im(f) ≤ 0. Si l'on considère une subdivision marquée δ-fine ((xi), (ti)) de [a, b], on obtient un relèvement local θi sur chaque sous-intervalle [xi–1, xi] de la subdivision. On obtiendra un relèvement global continu en ajoutant au besoin à la fonction θi+1 le nombre θi(xi) – θi+1(xi), de façon à obtenir la continuité au point xi.

### Le théorème de Bolzano-Weierstrass dans le cas réel
Soit une suite réelle bornée, donc à valeurs dans un segment [a, b].
(i) Si t est une valeur d'adhérence de la suite, on prend δ(t) quelconque strictement positif.
(ii) Sinon, il existe δ(t) > 0 tel que l'intervalle [t – δ(t), t + δ(t)] ne contienne qu'un nombre fini de termes de la suite.
Le lemme de Cousin affirme l'existence d'une subdivision marquée δ-fine. Cela impose nécessairement au moins un marqueur du type (i), car si tous les marqueurs étaient du type (ii), la suite n'aurait qu'un nombre fini de termes.

### Lethéorème de Borel-Lebesguedans le cas réel
Soit (Oi) une famille d'ouverts recouvrant un segment [a,b]. Pour tout t de [a,b], t est dans l'un des Oi. Ce dernier étant ouvert, il existe δ(t) > 0 tel que l'intervalle [t – δ(t), t + δ(t)] soit inclus dans Oi. Le lemme de Cousin affirme l'existence d'une subdivision marquée δ-fine. Chaque intervalle de cette subdivision est inclus dans l'un des Oi, ce qui définit un recouvrement de [a,b] par un nombre fini d'ouverts Oi.

### Fonction continue à dérivée nulle sauf sur un ensemble dénombrable
Soit f une fonction continue définie sur un intervalle réel I et dont la dérivée f ' est définie et nulle, sauf en un nombre dénombrable de points. Alors f est constante. En effet, soit ε > 0. Posons :
(i) Si t est égal à l'un des points tn, n entier, en lesquels la dérivée n'est pas définie ou n'est pas nulle, utilisant la continuité de f, choisissons δ(tn) > 0 tel que, pour tout x dans [tn – δ(tn), tn + δ(tn)], |f(x) – f(tn)| < ε/2n+1. Puisque la variation de f sur l'intervalle [tn – δ(tn), tn + δ(tn)] est au plus ε/2n, la somme de ces variations sur tous ces intervalles, lorsque n décrit l'ensemble des entiers, est majorée par 2ε.
(ii) Sinon, f '(t) = 0 donc il existe δ(t) > 0 tel que, pour tout x dans [t – δ(t), t + δ(t)], on ait |f(x) – f(t)| < ε|x – t|. Puisque la variation de f sur l'intervalle [t – δ(t), t + δ(t)] est au plus 2ε fois la longueur de l'intervalle, la somme de ces variations sur une réunion de tels intervalles est majorée par 2ε fois la somme des longueurs des intervalles.
Pour tout [a, b] dans I, le lemme de Cousin fournit une subdivision marquée δ-fine. En distinguant les marqueurs du type (i) et du type (ii), on obtient |f(b) – f(a)| < 2ε + 2ε(b – a), car b – a est un majorant de la somme des longueurs des intervalles de la subdivision du type (ii). L'inégalité étant vraie pour tout ε > 0, il en résulte que  f(a) = f(b).

### Fonction lipschitzienne à dérivée nulle presque partout
Soit f une fonction M-lipschitzienne sur un intervalle réel I et dont la dérivée f ' est définie et nulle presque partout. Alors f est constante. En effet, soit ε > 0 et soit U un ouvert de mesure inférieure à ε contenant les points où la dérivée de f est non nulle ou non définie. 
(i) Si t est un point de U, choisissons δ(t) > 0 tel que tel que [t – δ(t), t + δ(t)] soit inclus dans U. Pour tout x et tout y dans cet intervalle, |f(x) – f(y)| ≤ M |x – t|. Remarquons que la variation de f sur cet intervalle est au plus M fois la longueur de l'intervalle, et que la somme des longueurs de tels intervalles disjoints (sauf en leur extrémité) est inférieure à la mesure de U.
(ii) Sinon, f '(t) = 0 donc il existe δ(t) > 0 tel que, pour tout pour tout x dans [t – δ(t), t + δ(t)], on ait |f(x) – f(t)| < ε|x – t|. Puisque la variation de f sur l'intervalle [t – δ(t), t + δ(t)] est au plus 2ε fois la longueur de l'intervalle, la somme de ces variations sur une réunion de tels intervalles est majorée par 2ε fois la somme des longueurs des intervalles.
Pour tout [a, b] dans I, le lemme de Cousin fournit une subdivision marquée δ-fine. En distinguant les marqueurs du type (i) et du type (ii), on obtient |f(b) – f(a)| < M ε + 2ε(b – a), car b – a est un majorant de la somme des longueurs des intervalles de la subdivision du type (ii). L'inégalité étant vraie pour tout ε > 0, il en résulte que  f(a) = f(b).
Une démonstration analogue s'applique aux fonctions absolument continues.

### Le théorème fondamental de l'analyse
Soit F dérivable sur [a, b] de dérivée f. Alors f, bien que non nécessairement continue, est KH-intégrable et {\displaystyle \int _{a}^{b}f(t)\,{\rm {d}}t=F(b)-F(a)}.
En effet, soit ε > 0. Pour tout t de [a, b], il existe δ(t) > 0 tel que, pour tout x dans [a, b] tel que 0 < |x – t| ≤ δ(t), on ait :
{\displaystyle \left|{\frac {F(x)-F(t)}{x-t}}-f(t)\right|\leq \varepsilon }
ou encore : pour tout x dans [a, b] tel que |x – t| ≤ δ(t),
{\displaystyle \left|F(x)-F(t)-(x-t)f(t)\right|\leq \varepsilon |x-t|.}
Pour toute subdivision marquée ((xi), (ti)) δ-fine, on aura donc :
{\displaystyle {\begin{aligned}\left|F(x_{i})-F(x_{i-1})-(x_{i}-x_{i-1})f(t_{i})\right|&\leq \left|F(x_{i})-F(t_{i})-(x_{i}-t_{i})f(t_{i})\right|+\left|F(t_{i})-F(x_{i-1})-(t_{i}-x_{i-1})f(t_{i})\right|\\&\leq \varepsilon (x_{i}-t_{i})+\varepsilon (t_{i}-x_{i-1})\\&=\varepsilon (x_{i}-x_{i-1})\end{aligned}}}
et en sommant ces inégalités :
{\displaystyle \left|F(b)-F(a)-\sum _{i=1}^{n}(x_{i}-x_{i-1})f(t_{i})\right|\leq \varepsilon (b-a).}
Or cette inégalité signifie que f est KH-intégrable et que son intégrale vaut F(b) – F(a).
On peut montrer que la conclusion reste vraie si F est dérivable sauf en un nombre dénombrable de points.